# 维莱锡尔尼科勒
维莱锡尔尼科勒（法語：Villers-Sire-Nicole）是法国北部-加来海峡大区诺尔省的一个市镇，属于埃尔普河畔阿韦讷区北莫伯日县。该市镇2009年时的人口为978人。

## 人口
维莱锡尔尼科勒人口变化图示
| 数据来源：INSEE |